# Curnonidae
Curnonidae zijn een familie van weekdieren uit de klasse van de Gastropoda (slakken).

## Taxonomie
De volgende geslachten zijn bij de familie ingedeeld:
- Curnon d'Udekem d'Acoz, 2017
  - = Charcotia Vayssière, 1906
- Pseudotritonia Thiele, 1912
  - = Telarma Odhner, 1934